# ŽRK Osijek
ŽRK Osijek ist ein Handballverein aus der slawonischen Großstadt Osijek in Kroatien. Die Vereinsfarben sind Blau-weiß.

## Geschichte
Schon 1920 begann man in Osijek den sogenannten Tschechischen Handball Hazena zu spielen. Studenten jüdischer Abstammung aus Osijek brachten diesen aus Prag mit. Jedoch gilt das Jahr 1922 für die meisten gegründeten Vereine, die fast allesamt im Zweiten Weltkrieg erloschen sind, als Gründungsjahr.
1945 wurde die Körperkultur Grafičar (Fiskulturnog društva Grafičara) ins Leben gerufen, welche ab 1950 auch das Kleinfeldhandball anbieten konnte. Leider wurde 1953 der Verein aufgelöst da sich der Spielerkader aufgelöst hat.
1954 wurde die Arbeit der Handball Frauen innerhalb des Sportvereins Grafičar wieder aufgenommen, Trainer wurde Franjo Prutki. Im selben Jahr nahm man an vielen Wettbewerben teil und wurde zu einer der besten Mannschaften in Slawonien.
Das erste Internationale aufeinandertreffen fand am 22. September 1954 statt, Gegner war der HC Nikolc aus Amsterdam, dem man mit 5:4 unterlag. 1955/56 schloss sich der Verein dem Sportverbund Donji Miholjac an, zudem rief man eine Jugendmannschaft ins Leben. Im selben Jahr erreichte man das Halbfinale der kroatischen Meisterschaft. Diese Meisterschaft galt als Unterhaus zur damaligen ersten Jugoslawischen Liga. Mit dem Titelgewinn wurde auch gleichzeitig der Aufstieg perfekt gemacht.
Die erste Jugoslawische Liga konnte man bis 1968 halten, ehe man aufgrund finanzieller und technischer Probleme per Zwangsabstieg wieder von einer der unteren Ligen starten musste. Problematisch war hierbei auch, dass der Verein kein asphaltiertes Spielfeld sein eigen nennen konnte. Somit wurde ein neues Spielfeld im Kulturpark errichtet. Während der Zeit in der ersten Liga konnte man einige Erfolge feiern. So wurde man 1963 vierter, zwei Jahre später sogar überraschend dritter. 1966 ist jedoch das goldene Jahr, in dem man den ersten großen Titel für den Verein holen konnte, den jugoslawischen Pokal. Als herausragende Spielerin in diesen Jahren avancierte Katica Ileš, welche der eigenen Jugendabteilung zu entsprungen war.
Mit dem Abstieg änderte man auch den Vereinsnamen aus SD Grafičar in RK Osijek, unter welchen man 1971 den Wiederaufstieg in die erste jugoslawische Liga schaffte. Tragende Rolle hierbei war wieder Katica Ileš, die mittlerweile Nationalspielerin war, 1974 Torschützenkönigin und MVP der Saison, 1977 zur besten Sportlerin der Region Slawonien und Baranja gekürt wurde und ein Jahr später wieder MVP der Saison wurde sowie zum besten Kreisspielerin weltweit gekürt wurde.
Trotz der guten Jahre konnte man erst 1979/80 einen Europapokalplatz ergattern, hier schlug man vor ausverkaufter Halle BM Ibera Valencia und verlor im Halbfinale gegen RK Radnički Belgrad in Belgrad. Im Frühjahr 1981 gewann man abermals den jugoslawischen Pokal. Im darauffolgenden Jahr gewann man den Europapokal der Pokalsieger, welchen man wiederum ein Jahr später verteidigen konnte.
Trotz des Erfolges im Europapokal war die Saison 1982/83 eher von einer Negativserie in der heimischen Liga begleitet, die Vereinsikone Katica Ileš verließ daraufhin den Verein Richtung Japan.
In diesem Zeitraum bis 1986 stieg man aus der ersten Liga ab, verjüngte die Mannschaft und fand sich in der dritten Liga wieder. Man holte Katica Ileš zurück in Funktion der Leiterin der neuen Handball Akademie. Zeitgleich konnte das verjüngte Team unter Trainer Ljubomir Milošević den Aufstieg in die zweite Liga perfekt machen.
In der Saison 1990/91 fand eine Reorganisation der Ligen statt und man wurde in die Regionale Liga „Kroatien-Ost“ eingegliedert, welches als dritte Liga geführt wurde. Hier erreichte man 18 Siege in 18 Spielen und wurde Kroatien-Meister was den Aufstieg in die zweite jugoslawische Liga bedeutete.
Durch den Bürgerkrieg in Jugoslawien und der Einstellung aller Wettbewerbe auf jugoslawischer Ebene wurde durch die Eigenständigkeit Kroatiens auch eine neue eigene Liga gegründet, hier bekam man den Status als Gründungsmitglied in der ersten Liga. Durch den immer schwerer tobenden Bürgerkrieg gerade in Slawonien war man als Verein gezwungen sich anderweitig zu organisieren. So trainierte man in anderen Städten (Zagreb, Koprivnica, Omiš, Čakovec), auch die eigenen Heimspiele fanden außerhalb Osijeks statt.
Als größten Erfolg der neueren Geschichte kann man den Halbfinaleinzug im kroatischen Pokal 1992/93 bezeichnen, hier scheiterte man am kroatischen Topteam Podravka Koprivnica. 1997/98 wurde man in der heimischen Liga dritter, im Pokal scheiterte man abermals an Podravka Koprivnica im Halbfinale.
So musste man bis 1998 warten eher der einstige doppelte Europapokal Pokalsieger wieder ein Spiel International bestreiten konnte, man scheiterte hier aber bereits in der ersten Runde des EHF-Pokals an Symphonia Debrecen.
Der größte Internationale Erfolg in der jüngeren Vergangenheit wurde 1999 erzielt, als man im Euro-City-Cup in der ersten Runde Juventud Leganés eliminierte, im Achtelfinale Istotschnik Rostow bezwang, im Viertelfinale dann HC Frankfurt besiegte und erst im Halbfinale am späteren Cup-Sieger Rapid Bukarest scheiterte.

## Erfolge
- Amateurmeister Kroatien: 1956 & 1971 & 1986 & 1991
- Jugoslawischer Pokalsieger: 1966 & 1981
- Europapokal der Pokalsieger: 1982 & 1983

## Halle
Die Sporthalle von Osijek befindet sich im Park Zrinjevac, A. Resinera 46/a. Das offizielle Fassungsvermögen beträgt 2000 Zuschauer. Die Tribüne befindet sich auf einer Seite der Halle. Außer vom Handballverein wird die Halle auch von der Realschule sowie von anderen Sportvereinen aus Osijek genutzt.